# 303. Bitwa o Anglię

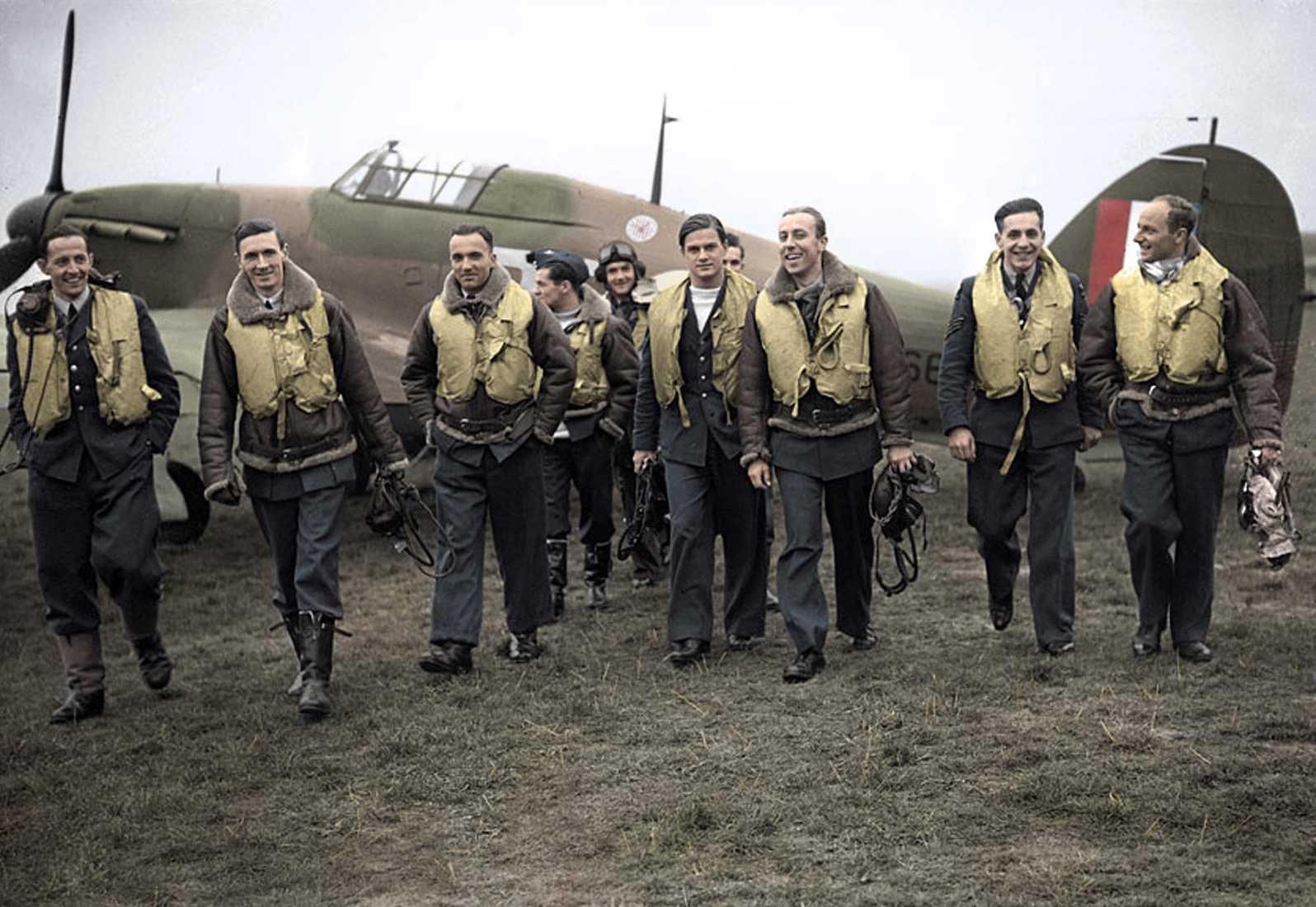
Piloci Dywizjonu 303 (1940)

303. Bitwa o Anglię (ang. Hurricane) – brytyjsko-polski film wojenny z 2018 roku w reżyserii Davida Blaira.

## Fabuła
Akcja filmu rozgrywa się w czasie bitwy o Anglię podczas II wojny światowej. Kiedy Royal Air Force przegrywa z Luftwaffe walkę w przestworzach, na pomoc Brytyjczykom przybywają polscy lotnicy – Jan Zumbach, Witold Urbanowicz, Mirosław Ferić i Witold Łokuciewski. Niedługo później utworzony zostaje 303. Dywizjon Myśliwski im. Tadeusza Kościuszki.

## Produkcja
Zdjęcia do filmu rozpoczęły się we wrześniu 2017 roku w Anglii. Film kręcono m.in. w byłej bazie Royal Air Force w okolicach miejscowości Farnborough, a ekipie udostępniono jeden z wciąż sprawnych hurricane’ów. W trakcie produkcji filmu, jego twórcy konsultowali się z żyjącymi pilotami 303. Dywizjonu, historykami oraz ekspertami lotnictwa. Film realizowany był w języku angielskim i polskim, jednak na potrzeby dystrybucji w Polsce polskojęzyczne kwestie zagranicznych aktorów były dubbingowane w postprodukcji.

## Obsada
Źródło: FilmPolski.pl
- Iwan Rheon – Jan „Kaczor Donald” Zumbach
- Milo Gibson – John „Kentowski” Kent
- Stefanie Martini – Phyllis Lambert
- Marcin Dorociński – Witold „Kobra” Urbanowicz
- Kryštof Hádek – Josef František
- Radosław Kaim – Zdzisław „Król” Krasnodębski
- Sławomir Doliniec – Witold „Tolo” Łokuciewski
- Filip Pławiak – Mirosław „Ox” Ferić
- Kamil Lipka – Siudak
- Adrian Zaremba – Gabriel Horodyszcz
- Damian Dudkiewicz – Jacek „Bruce” Baczewski
- Sam Hoare – Ronald Kellett
- Christopher Jaciow – Zdzisław „Dzidek” Henneberg
- Rafael Ferenc – Ludwik Witold Paszkiewicz

## Odbiór
Film zebrał 25% pozytywnych recenzji według serwisu Mediakrytyk (stan na sierpień 2018) i ocenę 4,8/10.